# Vytautas Lalas
Vytautas Lalas (ur. 21 lipca 1982) – litewski strongman.
Wymiary:
- wzrost 178 cm
- waga 125 kg

Mieszka w Możejkach na Litwie. Jego młodszy brat Mariuz Lalas również jest siłaczem.

## Osiągnięcia strongman
- 2008
  - 1. miejsce - Drużynowe Mistrzostwa Świata Strongman 2008
- 2009
  - 3. miejsce - Mistrzostwa Litwy Strongman
- 2012
  - 2. miejsce - Mistrzostwa Europy Strongman 2012, Wielka Brytania
  - 2. miejsce - Mistrzostwa Świata Strongman 2012, USA
- 2013
  - 1. miejsce - Arnold Strongman Classic 2013, Columbus